# Villate (Mercenasco)
Villate è una frazione del comune di Mercenasco in Provincia di Torino, situata nelle colline torinesi. Le sue origini risalgono a XII secolo. Ogni anno, a settembre, si svolge la festa di San Grato, patrono del paese, che attira visitatori da tutta la regione.

## Storia
Le origini
Le prime notizie certe su Villate risalgono al 1292, quando la chiesa di Ivrea, feudataria di quei terreni, ne investe un certo Bonifacio di Mazzè.
Secondo la tradizione popolare, il borgo fu fondato da valdostani fuggiaschi seguaci di Sant'Orso e San Grato. Questa leggenda, seppur affascinante, non è sostenuta da prove documentarie certe.
L'evoluzione nel tempo
Nel corso dei secoli, Villate ha condiviso le vicende storiche del Piemonte e, in particolare, della regione canavesana. È stata soggetta alle dominazioni dei Savoia, dei Visconti e dei Francesi.
Il periodo moderno
Come molti altri piccoli borghi, Villate ha subito un progressivo spopolamento a partire dalla seconda metà del Novecento. Nonostante ciò, il paese conserva ancora un forte senso di comunità e tramanda gelosamente le proprie tradizioni e feste.
]